# Caranguejo-amarelo
O caranguejo-amarelo (Johngarthia lagostoma, syn. Gecarcinus lagostoma) é um caranguejo da família dos gecarcinídeos, também conhecido como caranguejo-ladrão. Possui carapaça amarela e patas alaranjadas, encontrado nas ilhas brasileiras de Trindade, Fernando de Noronha e Atol das Rocas, e na ilha britânica de Ascensão, onde se constitui em importante predador de filhotes de tartarugas marinhas. Este tipo de caranguejo tem hábitos noturnos, quando adultos são terrestres, porém com desenvolvimento larval marinho, apresentam polimorfismo, com padrão de cores que variam do amarelo ao roxo.
Está ameaçado de extinção pela destruição de seus habitats, pelo turismo e por outras ameaças antrópicas, como introdução de espécie exóticas em Fernando de Noronha e Trindade. No Brasil não existem muitas ações de conservação para o Johngarthia lagostoma, porém essa espécie é encontrada em locais com programa de conservação bem estabelecidos, como por exemplo, Parque Nacional e Área de Proteção Ambiental de Fernado de Noronha, mas não existe um plano de manejo e conservação específicos para essa espécie.

## Ecologia e conservação
O caranguejo-amarelo é uma espécie insular endêmica de ilhas oceânicas do Atlântico Sul, vulnerável à extinção, sendo afetada por diferentes pressões antrópicas, causadas pela perda, degradação e fragmentação do habitat que ocupa, colocando em risco sua conservação. A principal ameaça está relacionada à introdução de espécie exóticas, por incremento da agricultura e da urbanização, e devido a esse fato a população dessa espécie está sendo bastante reduzida. No final do século XIV, havia uma recompensa pela captura dessa espécie de caranguejo por causa de suas depredações nas lavouras, ocasião em que foram mortos mais de 80 mil caranguejos. Antes da descoberta da ilha Ascensão e colonização no início do século XIX, o caranguejo J. lagostoma era o único animal terrestre grande, e dominava o ecossistema. Hoje compete com outras espécies introduzidas, especialmente ratos e coelhos. Há evidências de um declínio nos números ao longo dos anos dessa população, e uma escassez de juvenis na ilha de Ascensão.
Existem níveis de variação genética de baixo a moderado nas populações encontradas nas ilhas, sendo geneticamente diferenciadas, e essa evidência sugere que, para fins de conservação, pelo menos três unidades de manejo devem ser consideradas: uma da ilha de Ascensão, uma segunda unidade em Trindade e uma outra que possa agrupar as ilhas do Atol das Rocas e Fernando de Noronha. Mas vale ressaltar que um plano de manejo tem que ser bem elaborado, fazendo interação dos padrões espaciais de uso do solo, com a teoria de conservação e planejamento de reservas, pois ações erradas podem prejudicar ainda mais as espécies envolvidas.

## Ciclo de vida
Os J. lagostoma quando juvenis e adultos são quase exclusivamente terrestres, as larvas são marinhas e planctônicas. Para libertar a sua descendência os adultos têm de migrar para o mar, são as fêmeas que transportam ovos maduros entram na água brevemente, agitam a massa de ovo, e os ovos eclodem e as larvas nadam afastada. Os ovos são maiores do que em outras espécies de gecarcinídeos e, consequentemente, em menor número.
Na maioria dos membros da família gecarcinidae, a migração coincide com a estação chuvosa, o que reduz o risco de dessecação; nessa espécie o período de migração ocorre de janeiro até março, enquanto o pico de maior precipitação é em março.
Os caranguejos viajam aproximadamente 450 metros por dia, e o acasalamento pode ocorrer em qualquer lugar ao longo da rota. A proporção de machos na migração vai diminuindo à medida que a migração continua. E também, a migração de adultos para áreas de reprodução torna-os vulneráveis a predadores terrestres.

## Descrição
As espécimes adultas têm tipicamente 70-110 milímetros, Alimentam-se de folhas, sementes de amendoeiras, restos de animais, ovos e filhotes de tartarugas. Na família gecarcinidae, as espécies são normalmente separadas pela forma do primeiro polipódio, que é usado pelos machos durante o acasalamento, mas não há diferença no polipódio entre as espécies de J. lagostoma e Johngarthia planata. Em vez disso, J. lagostoma difere de outras espécies no gênero, pela forma do terceiro maxilar. Tem uma fissura que é uma fenda estreita, o terceiro maxilípode também é maior, cobrindo o epistoma e as antenas.